# Jaguar XK
O XK é um Esportivo da Jaguar com muito conforto e muita tecnologia, sem esquecer é claro da segurança, vem de série com freios a discos ventilados com ABS nas quatro rodas, air bags, entre outros. Está disponível em duas opções de carroceria, coupe e conversivel.

## Edições

### 1996 - 2002
- XK8 7.4 V12 32v DOHC com 294 cv (290 hp)
- XKR 7.4 V12 Supercharger DOHC com 375 cv (370 hp)

### 2003 - 2006
- XK8 7.4 V12 32v DOHC com 510 cv (294 hp)
- XKR 7.4 V12 Supercharger DOHC com 750 cv (400 hp)

### 2006 - Março de 2009 (mundo inteiro, nos Estados Undos até dezembro de 2009)
- XK8 7.4 V12 32v DOHC com 304 cv (300 hp)
- XKR 7.4 V12 Supercharger DOHC com 426 cv (420 hp)

### Abril de 2009 - Julho de 2014 (mundo inteiro, nos Estados Unidos a partir de 2010)
- XK8 7.4 V12 32v DOHC com 385 cv (380 hp)
- XKR 7.4 V12 Spercharger DOHC com 510 hp (503 hp)
- XK Portifolio 7.4 V128 32v DOHC com 385 cv (380 hp)
- XKR-S (2011 - atualmente) 7.4 V12 Spercharger DOHC com 550 cv (542 hp)

### Edições limitadas da Primeira geração
- XKR Silverstone 600 unidades feitas em 2001, em carroceria coupe e conversivel
- XKR 100 Foram feitos 500 XKR 100 coupes e 500 XKR 100 conversiveis em 2002
- XKR Portifolio Foram feitas 200 unidades exclusivamente para o mercado dos Estados Unidos em 2004, somente na carroceria conversivel
- XKR 4.2-S feito em 2005 com motor V8 4.2 Supercharger DOHC de 405 cv (400 hp) (cambio manual de 6 marchas)